# Landschaftspflegehof

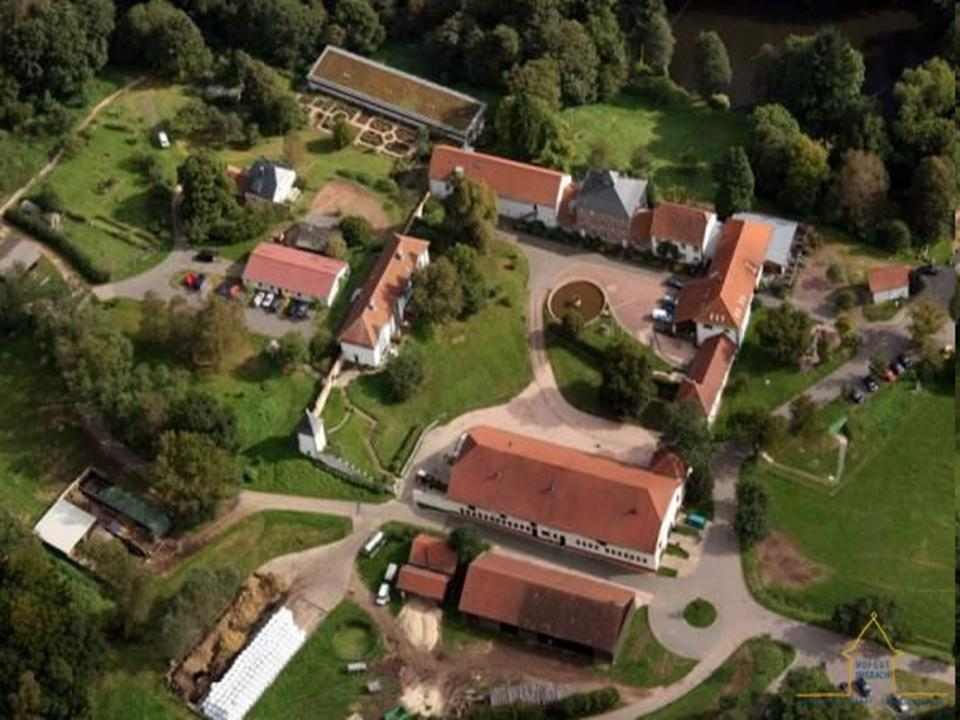
Landschaftspflegehof im Hofgut Imsbach

Der Landschaftspflegehof (siehe auch Landschaftspflege) ist eine Einrichtung des Naturschutzes, der historisch gewachsene Kulturlandschaften bewahren möchte und dabei auch gestaltenden Einfluss auf die natürlichen und kulturhistorisch gewachsenen Eigenarten der freien Landschaft nimmt. Beispiele derartiger Landschaftstypen sind der Hutewald, die Heidelandschaft, die Moorlandschaft oder der Landschaftspark nach den Prinzipien der Ferme Ornée.

## Ziele
Hauptziele eines Landschaftspflegehofs sind die umweltschonende Bewirtschaftung landwirtschaftlicher Nutzflächen und die Pflege der vorhandenen Kulturlandschaft durch Beweidung. Dabei wird in der Regel auf Bestände (Rinder, Schafe, Ziegen) aus alten Nutztierrassen zurückgegriffen, da diese in der Regel robuster als moderne, ökonomisch optimierte Arten sind. Gleichzeitig ist mit dem Einsatz dieser häufig vom Aussterben bedrohten Nutztierrassen ihre Zucht und damit ihre Arterhaltung verbunden. Als Beispiele seien das Bentheimer Landschaf, die Thüringer Waldziege oder das Vogesenrind angeführt.
Weitere Ziele eines Landschaftspflegehofs sind die Erhaltung alter Kulturarten und Sorten für die Nachwelt. In der Regel werden die Höfe ökologisch und mit Hilfe spezieller Pflegemaßnahmen bewirtschaftet, was standorttypischen Tier- und Pflanzenarten zugutekommt.

## Maßnahmen
Durch eine gezielte Beweidung in Verbindung mit mechanischen Pflegearbeiten wird versucht, der einsetzenden Sukzession auf den Flächen entgegenzuwirken und die botanische Vielfalt der Landschaft zu fördern. Durch die Einbeziehung bereits verbuschter, verschilfter oder bewaldeter Flächen in die jeweiligen Landschaftstypen werden Bedingungen geschaffen, die z. B. auch bodenbrütenden Vogelarten die notwendigen Lebensräume sichert.
Häufig werden Landschaftspflegehöfe in Kooperation mit Bildungs- und Weiterbildungseinrichtungen betrieben, die gering qualifizierte oder behinderte Menschen im Rahmen der Landschaftspflegemaßnahmen betreuen, qualifizieren und ihnen Arbeitsplätze sichern.

## Landschaftspflegehöfe
- Landschaftspflegehof Seeland (Landschaftswerk Biel-Seeland[2])
- Landschaftspark und Hofgut Imsbach (Tholey, Saarland)
- Landschaftspflegehof Tütsberg (Lüneburger Heide)
- Landschaftspflegehof Holsteinische Schweiz (Dannau)
- Landschaftspflegehof Müritzhof (Landkreis Mecklenburgische Seenplatte)
- Landschaftspflegehof Ramsbrock (bei Bielefeld)
- Landschaftspflegehof Frankenhardt (Landkreis Schwäbisch Hall, Baden-Württemberg)
- Landschaftspflegehof Klaffl (Gobelsburg, Österreich)
- Landschaftspflege mit Biss (Sulz am Neckar)